# Tobias Figueiredo
Tobias Pereira Figueiredo (Sátão, 2 de fevereiro de 1994), é um futebolista português que atua como zagueiro. Atualmente defende o Athletico Paranaense, emprestado pelo Fortaleza.

## Carreira

### Sporting
Tobias veio para o Sporting com doze anos, do SC Penalva do Castelo, onde desde de então passou por todos os escalões até chegar a equipa B, onde foi emprestado na segunda época profissional ao Reus Deportiu.
A 18 de janeiro de 2014, Tobias fez a sua estreia no plantel principal, num jogo contra o Rio Ave FC, em casa. Desde 5 de janeiro de 2015, atua no Sporting CP.

### Rio 2016
Tobias fez parte do elenco da Seleção Portuguesa de Futebol nas Olimpíadas de 2016.

### Hull City
Em 28 de junho de 2022, Tobias foi anunciado no Hull City, assinando por duas épocas.

## Vida Pessoal
O seu irmão, Cristiano Figueiredo, é também jogador profissional.

## Títulos
Sporting
- Taça de Portugal: 2014–15
- Supertaça Cândido de Oliveira: 2015
- Taça da Liga: 2017–18

Criciúma
- Campeonato Catarinense: 2024

### Prêmios individuais
- Equipe do torneio do Campeonato Europeu Sub-19 de 2013[3]